# Черношапочная мышиная тимелия
Черношапочная мышиная тимелия (лат. Illadopsis cleaveri) — вид птиц из семейства земляных тимелий. Выделяют пять подвидов, один из которых обитает на острове Биоко.

## Распространение
Обитают в Камеруне, ЦАР, Демократической Республике Конго, Кот-д’Ивуаре, Экваториальной Гвинее, Габоне, Гане, Гвинее, Либерии, Нигерии и Сьерра-Леоне. Естественной средой обитания этих птиц являются субтропические или тропические влажные равнинные леса.

## Описание
Длина тела 15—16 см, вес 22—36 г. Имеются чёрная шапочка и длинная бледная «бровь». Представители номинативного подвида обладают чёрной шапочкой, серым затылком, верхняя часть их тела и голова в профиль ярко-рыжевато-коричневые.

## Биология
Миграций не совершают. Питаются беспозвоночными, включая термитов, небольших жуков, сверчков, пауков, многоножек.

## Охранный статус
МСОП присвоил виду охранный статус LC.